# Tiharu
Tiharu – wieś w Estonii, w prowincji Hiuma, w gminie Kõrgessaare.
W 2012 roku wieś liczyła 3 mieszkańców; w październiku 2010 – 2, w grudniu 2009 – 2.